# Маріо Діас де Вівар
Маріо Альберто Діас де Вівар Богадо (ісп. Mario Alberto Díaz de Vivar Bogado) — парагвайський футбольний арбітр, арбітр ФІФА з 2013 року.

## Кар'єра
З 2011 року став обслуговувати матчі вищого дивізіону Парагваю, а 2013 року отримав статус арбітра ФІФА і право обслуговувати міжнародні матчі. Зокрема відсудив 4 гри на Юнацькому чемпіонаті Південної Америки (U-17) у 2015 році, а потім працював на молодіжних чемпіонатах Південної Америки у 2017 і 2019 роках, відсудивши 5 і 4 матчі відповідно. Також був головним арбітром перших фінальних матчів Південноамериканського кубка 2017 року та Рекопи Південної Америки 2017 року.
Був одним з арбітрів на Кубку Америки 2019 року в Бразилії, відсудивши там два матчі, в тому числі гру за 3-тє між Аргентиною і Чилі, в якій за сутичку вилучив обох капітанів, аргентинця Ліонеля Мессі і чилійця Гарі Меделя, показавши обом прямі червоні картки на 37 хвилині гри, а згодом ще й призначив суперечливий пенальті у ворота Аргентини, який реалізував Артуро Відаль. Тим не менш аргентинці все ж перемогли 2:1 і здобули бронзові нагороди турніру.